# Joan Pelushi

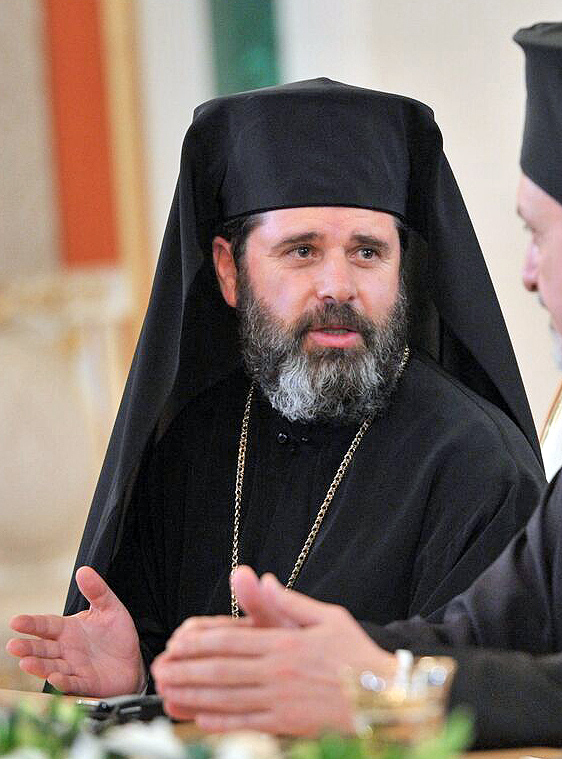
Joan Pelushi 2013 beim Treffen orthodoxer Geistlicher in Moskau.

Erzbischof Joan (albanisch Kryepeshkopi Joan, bürgerlich Fatmir Pelushi; * 1. Januar 1956 in Tirana, Albanien) ist ein albanischer orthodoxer Geistlicher und seit 2025 Erzbischof von Tirana, Durrës und ganz Albanien und damit Oberhaupt der Autokephalen orthodoxen Kirche von Albanien.

## Leben
Pelushi wurde am 1. Januar 1956 in Tirana, Albanien, geboren. In den 1970er Jahren, während der kommunistischen Herrschaft in Albanien, erlebte er die Verfolgung der Religion hautnah. Sein Vater wurde 1944 als „Staatsfeind“ eingesperrt. Seine Familie gehörte ursprünglich den Bektaschi an.
Trotz des landesweiten Religionsverbots ließ er sich 1979 heimlich taufen. Ebenso heimlich mussten Zusammenkünfte zum Beten stattfinden. Später arbeitete er in der Rehabilitation in einer psychiatrischen Klinik in Tirana.

## Ausbildung und Laufbahn
1990 begann Pelushi ein Theologiestudium in Italien, das er in Boston fortsetzte und 1993 mit Auszeichnung abschloss.
Nach seiner Rückkehr nach Albanien unterstützte er maßgeblich den Wiederaufbau der orthodoxen Kirche und lehrte an der Theologischen Akademie in Durrës. Sein Förderer Erzbischof Anastasios ordinierte ihn 1994 zu Beginn des Jahres zuerst zum Diakon und weihte ihn im Dezember zum Priester. 1996 wurde Joan Pelushi zum Dekan der Akademie ernannt, nachdem er in Boston eine Weiterbildung absolviert hatte. 1998 wurde er zum Metropoliten von Korça gewählt. Wenn immer möglich, unterrichtete er aber weiterhin in Durrës.

## Erzbischof von Albanien
Am 15. März 2025 wählte der Heilige Synod der autokephalen orthodoxen Kirche von Albanien Metropolit Joan zum neuen Erzbischof von Albanien als Nachfolger des verstorbenen Erzbischofs Anastasios. Die feierliche Inthronisation fand am 29. März 2025 statt.

## Theologische Beiträge und Sprachen
Erzbischof Joan ist bekannt für seine Beiträge zur theologischen Bildung und für seine Bemühungen um den interorthodoxen und ökumenischen Dialog. Er spricht mehrere Sprachen, darunter Albanisch, Englisch, Französisch, Italienisch und Griechisch, und hat zahlreiche theologische Werke ins Albanische übersetzt.